# NSG Steinicht
NSG Steinicht este o arie protejată (arie specială de conservare — SAC, sit de importanță comunitară — SCI) din Germania întinsă pe o suprafață de 17 ha, integral pe uscat.

## Localizare
Centrul sitului NSG Steinicht este situat la coordonatele 50°35′00″N 12°09′34″E / 50.5833°N 12.1594°E.

## Înființare
Situl NSG Steinicht a fost declarat sit de importanță comunitară în septembrie 2000 pentru a proteja 9 specii de animale. Situl a fost protejat și ca arie specială de conservare în iulie 2008.

## Biodiversitate
Situată în ecoregiunea continentală, aria protejată conține 6 habitate naturale: Cursuri de apă de la nivel de câmpie la nivel montan, cu vegetație Ranunculion fluitantis și Callitricho-Batrachion, Fânețe de joasă altitudine (Alopecurus pratensis, Sanguisorba officinalis), Grohotișuri silicioase medio-europene, la altitudine înaltă, Pante stâncoase silicioase cu vegetație casmofită, Păduri de stejar și carpen Galio-Carpinetum, Păduri pe pante, grohotișuri și ravene de Tilio-Acerion.
La baza desemnării sitului se află mai multe specii protejate de  păsări (9): fluierar de munte (Actitis hypoleucos), pescăruș albastru (Alcedo atthis), buha (Bubo bubo), ciocănitoare neagră (Dryocopus martius), Falco peregrinus peregrinus, Gallinula chloropus chloropus, sfrâncioc roșiatic (Lanius collurio), Mergus merganser merganser, ciocănitoare verzuie (Picus canus)
Pe lângă speciile protejate, pe teritoriul sitului au mai fost identificate 7 specii de plante, 1 specie de păsări, 2 specii de mamifere, 42 de specii de nevertebrate.